# Turnin' Back the Pages
Turnin' Back the Pages är ett samlingsalbum av Stephen Stills, utgivet 2003 på det australiska skivbolaget Raven Records. Det innehåller låtar från hans tre album utgivna på Columbia Records mellan 1975 och 1978, Stills, Illegal Stills och Thoroughfare Gap. Dessutom avslutas det med två låtar från Super Sessions från 1968, inspelat med Michael Bloomfield och Al Kooper.

## Låtlista
1. "As I Come of Age" (Stephen Still) - 2:38
2. "In the Way" (Stephen Still) - 3:37
3. "New Mama" (Neil Young) - 2:30
4. "Cold Cold World" (Donnie Dacus/Stephen Stills) - 4:37
5. "Love Story" (Stephen Still) - 4:14
6. "Turn Back the Pages" (Donnie Dacus/Stephen Stills) - 4:05
7. "First Things First" (Joe Schermie/Jon Smith/Stephen Stills) - 2:16
8. "Stateline Blues" (Stephen Still) - 2:00
9. "The Loner" (Neil Young) - 4:15
10. "Buyin' Time" (Stephen Still) - 3:37
11. "Soldier" (Donnie Dacus/Stephen Stills/Neil Young) - 3:01
12. "Closer to You" (Donnie Dacus/Warner Schwebke/Stephen Stills) - 3:37
13. "Ring of Love" (Donnie Dacus/Stephen Stills) - 4:02
14. "Circlin'" (Kenny Passarelli/Stephen Stills) - 4:18
15. "Midnight Rider" (Gregg Allman) - 3:42
16. "Not Fade Away" (Buddy Holly/Norman Petty) - 3:30
17. "Can't Get No Booty" (Danny Kortchmar/Stephen Stills) - 3:48
18. "What's the Game?" (Stephen Still) - 3:38
19. "Thoroughfare Gap" (Stephen Still) - 3:33
20. "Beaucoup Yumbo" (Stephen Stills/Joe Vitale) - 3:40
21. "You Don't Love Me" (Willie Cobbs) - 4:09
22. "It Takes a Lot to Laugh, It Takes a Train to Cry" (Bob Dylan) - 3:28